# Rozvodna Čebín
Rozvodna Čebín (zkratkou CEB) se nachází na území obce Hradčany. asi 3 km jihovýchodně od Tišnova, v okrese Brno-venkov v Jihomoravském kraji. Je jednou ze dvou uzlových rozvoden v kraji a provozována je v napěťových hladinách 400 kV a 110 kV.

## Význam
Rozvodna Čebín patří k nejvýznamnějším rozvodnám na Moravě. Část 400 kV provozuje ČEPS, část 110 kV provozuje EG.D.

## Historie
Rozvodna byla založena v roce 1974 pro zlepšení dodávek elektřiny v Jihomoravském kraji. Do rozvodny byla připojena smyčka z linky Hradec–Sokolnice. V letech 2013–2015 prošla čebínská rozvodna rekonstrukcí.

## Popis

### Napěťové hodnoty
Rozvodna je provozována v napěťových hodnotách 400 kV a 110 kV. Hladinou 400 kV jsou spojeny rozvodny Mírovka, Slavětice a Sokolnice.

### Transformátory
Transformace 400/110 kV je zajištěna třemi třífázovými transformátory.

### Vedení
Do rozvodny jsou zaústěna následující vedení:

#### Vedení 400 kV – ZVN – zvláště vysoké napětí
- Dvojité vedení V422/V434 Mírovka – Čebín/Slavětice – Čebín
- Jednoduché vedení V423 Čebín – Sokolnice

## Doprava
Do rozvodny vede ze železniční stanice Tišnov vlečka, která je zbytkem bývalé železniční tratě z Brna do Tišnova.

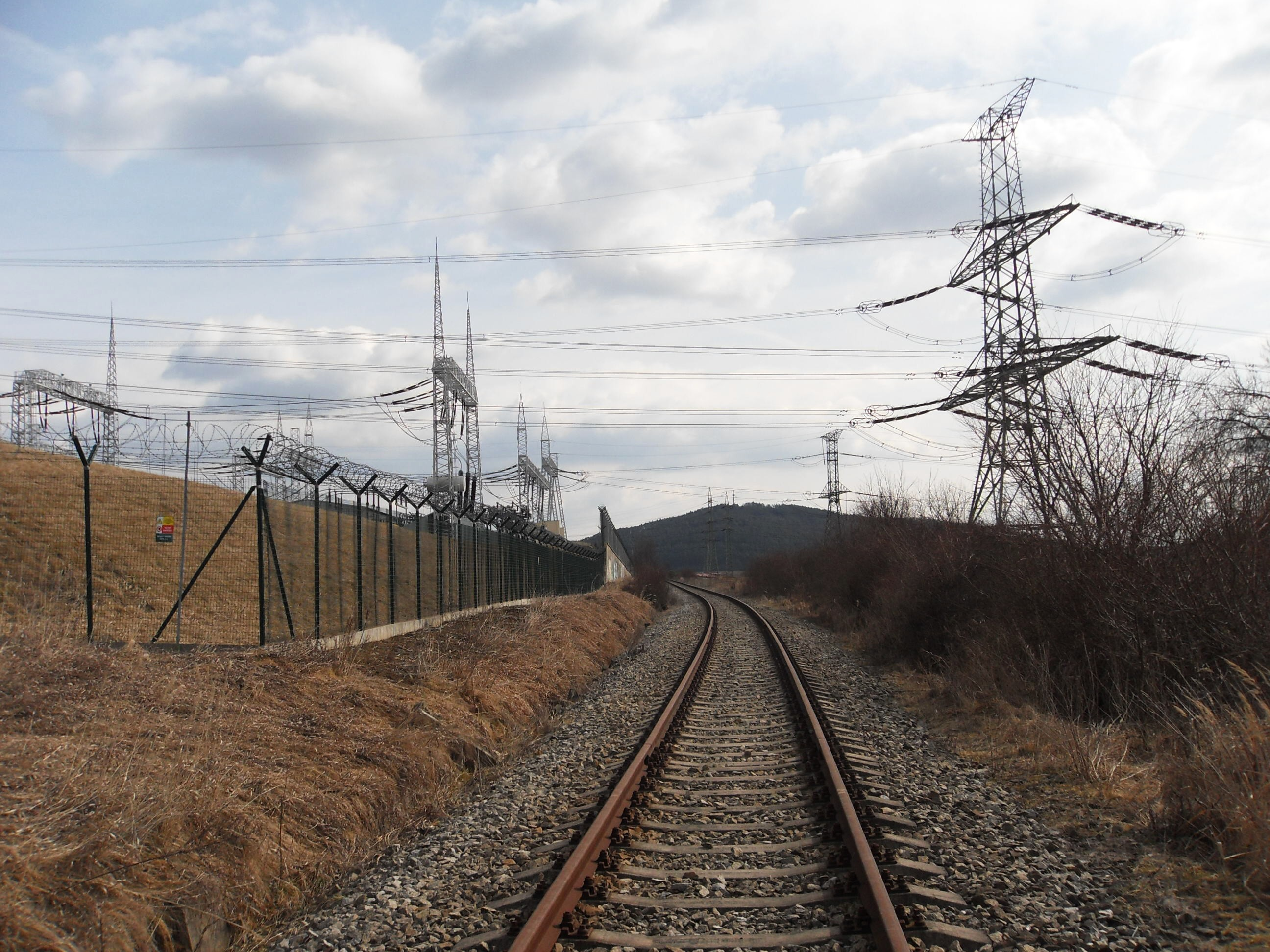
Vlečka u rozvodny
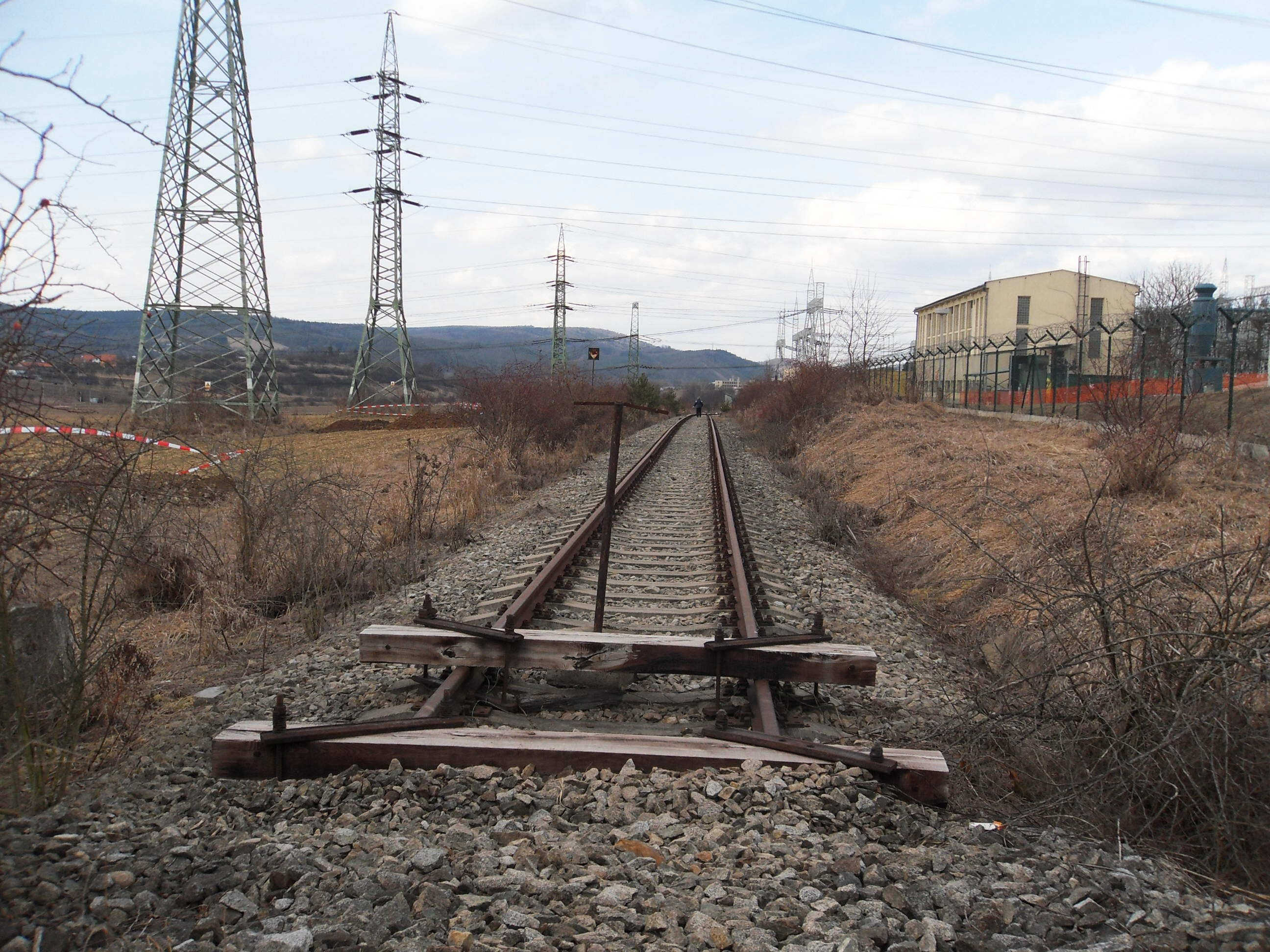
Zakončení výtažné koleje vlečky